# Big Joe Turner

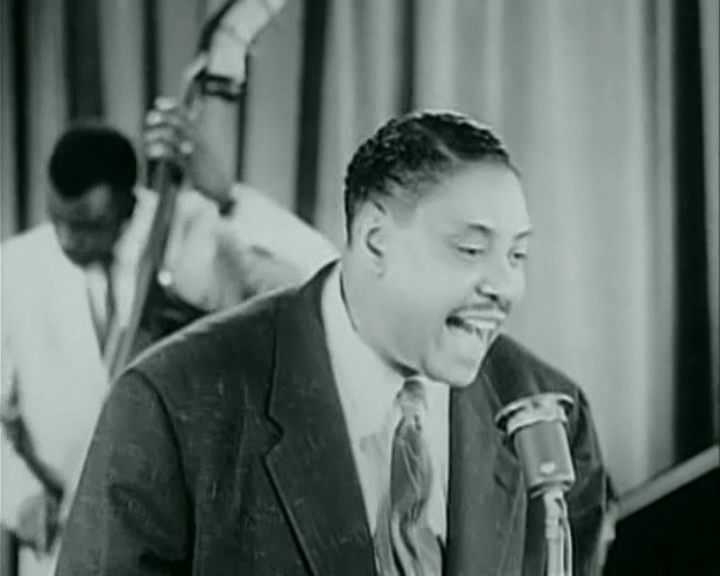
Big Joe Turner – Rock and Roll Revue, Apollo Theater (1955)

Big Joe Turner (* 18. Mai 1911 in Kansas City, Missouri; † 24. November 1985 in Inglewood, Kalifornien; eigentlich Joseph Vernon Turner Jr.) war ein US-amerikanischer Boogie-Woogie-, Blues- und Rock-’n’-Roll-Sänger.

## Leben und Wirken
Schon mit vierzehn Jahren nahm er mit seinem Gesang Einfluss auf die lokale Jazz-Szene in seinem Geburtsort. Mitte der 30er-Jahre lernte er den amerikanischen Boogie-Woogie-Pianisten Pete Johnson kennen, mit dem er von da an gemeinsam auftrat. 1936 kam er erstmals nach New York, wo er Count Basie kennenlernte.

Joe Turner - Watch that jive

Am 23. Dezember 1938 entstanden zusammen mit Johnson seine ersten Songs in einem Swing-Konzert in der Carnegie Hall, nämlich Low Down Dog und It’s All Right, Baby. Er wurde in jenem Jahr von John Hammond gefördert. Am 30. Dezember 1938 nahm er zusammen mit Pete Johnson dessen Komposition Roll ’Em Pete auf (Vocalion #4607), es folgte am 30. Juni 1939 Cherry Red. Danach trat er mit verschiedenen Jazz-Größen wie Benny Goodman, Duke Ellington und Art Tatum auf. Im Jahr 1945 unterschrieb er einen Plattenvertrag bei National Records, wo er von Herb Abramson produziert wurde. 1951 wurde dann Ahmet Ertegün durch Abramson auf ihn aufmerksam und nahm ihn für Atlantic Records unter Vertrag. Als Folge davon entstand die Single Chains of Love, die eine hohe Platzierung in den Rhythm-and-Blues-Charts erreichte und später von Pat Boone gecovert wurde. In den 1950er Jahren hatte er mehrere größere und kleinere Single-Hits, darunter Shake, Rattle and Roll, Flip, Flop & Fly und Corrine, Corrina, und spielte unter anderem mit Elmore James (TV Mama) und King Curtis. Insgesamt hielten sich die Erfolge zwar in Grenzen, doch sie reichten aus, um davon leben zu können.
In den 1960er- und 1970er-Jahren tourte Turner die meiste Zeit. Er nahm mit Jazz-Größen wie Dizzy Gillespie und Roy Eldridge Platten auf und spielte auch mit Axel Zwingenberger, mit dem er zwei höchst erfolgreiche Alben aufnahm. Allerdings machten ihm Herzschwächen und Diabetes das Leben schwer. Seine letzten Aufnahmen entstanden zusammen mit Jimmy Witherspoon.

Big Joe Turner - Shake, Rattle And Roll

1983 wurde Big Joe in die Blues Hall of Fame aufgenommen.
Am 24. November 1985 starb Big Joe Turner in Kalifornien an Nierenversagen. Zwei Jahre später wurde er posthum in die Rock and Roll Hall of Fame aufgenommen.
Zwei seiner bekanntesten Lieder waren:
- Honey Hush (1953) – Piano auf der Originalaufnahme: Fats Domino
- Shake, Rattle and Roll (1954), die Aufnahme wurde 2001 in die Blues Hall of Fame aufgenommen.

## Diskografie

### Singles
| Jahr | Titel (A-side, B-side) Beide Seiten sind vom selben Album, ausgeschlossen sind die Markierten            | Chartposition | Chartposition | Album                                        |
| Jahr | Titel (A-side, B-side) Beide Seiten sind vom selben Album, ausgeschlossen sind die Markierten            | US Pop        | US R&B        | Album                                        |
| ---- | --- | ------------- | ------------- | -------------------------------------------- |
| 1941 | Piney Brown Blues B-side 627 Stomp, von Pete Johnson’s Band                                              | –             | –             | Kein Album                                   |
| 1941 | Doggin’ the Dog b/w Rainy Day Blues                                                                      | –             | –             | Kein Album                                   |
| 1941 | Somebody’s Got to Do b/w Ice Man                                                                         | –             | –             | Kein Album                                   |
| 1941 | Careless Love b/w Jumpin’ Down the Blues (kein Album-Lied)                                               | –             | –             | Joe Turner and Pete Johnson                  |
| 1942 | Sun Risin’ Blues b/w Blues on Central Avenue                                                             | –             | –             | Kein Album                                   |
| 1944 | Little Bittie Gal’s Blues b/w I Got a Gal for Every Day in the Week Big Joe Turner and Pete Johnson Trio | –             | –             | Kein Album                                   |
| 1945 | Watch That Jive b/w Johnson and Turner Blues Joe Turner mit Pete Johnson’s All-Stars                     | –             | –             | Joe Turner and Pete Johnson                  |
| 1945 | It’s the Same Old Story b/w Rebecca                                                                      | –             | –             | Kein Album                                   |
| 1945 | S.K. Blues, Part 1 b/w Part 2 Joe Turner mit Pete Johnson’s All-Stars                                    | –             | 3             | Joe Turner and Pete Johnson                  |
| 1946 | Mad Blues b/w Sunday Morning Blues Joe Turner mit Bill Moore’s Lucky Seven                               | –             | –             | Careless Love                                |
| 1946 | My Gal’s a Jockey b/w I Got Love for Sale (from Careless Love)                                           | –             | 6             | Have No Fear Big Joe Turner Is Here          |
| 1948 | Tell Me Pretty Baby b/w Christmas Date Boogie                                                            | –             | –             | Jumpin’ the Blues                            |
| 1948 | Mardi Gras Boogie b/w My Heart Belongs to You                                                            | –             | –             | Kein Album                                   |
| 1948 | Morning Glory b/w Low Down Dog                                                                           | –             | –             | The Boss of the Blues Sings Kansas City Jazz |
| 1949 | Blues on Central Avenue b/w Sun Risin’ Blues Reissue                                                     | –             | –             | Kein Album                                   |
| 1949 | I Don’t Dig It b/w Rainy Weather Blues                                                                   | –             | –             | Kein Album                                   |
| 1950 | Love My Baby b/w Lucille                                                                                 | –             | –             | Kein Album                                   |
| 1950 | Still in the Dark b/w Adam Bit the Apple (kein Album)                                                    | –             | 9             | And The Blues’ll Make You Happy Too          |
| 1950 | You’ll Be Sorry b/w Feelin’ Happy                                                                        | –             | –             | Kein Album                                   |
| 1950 | I Want My Baby b/w Midnight Is Here Again                                                                | –             | –             | Kein Album                                   |
| 1950 | Jumpin’ at the Jubilee b/w Lonely World                                                                  | –             | –             | Kein Album                                   |
| 1950 | Just a Travellin’ Man b/w Life Is Like a Card Game                                                       | –             | –             | Kein Album                                   |
| 1950 | Back-Breaking Blues b/w Empty Pocket Blues                                                               | –             | –             | Kein Album                                   |
| 1951 | Chains of Love b/w After My Laughter Came Tears (von Big Joe Is Here)                                    | –             | 2             | Rock & Roll                                  |
| 1951 | Christmas Date b/w Howd’ya Want Your Rollin’ Done (Kein Album)                                           | –             | –             | Jumpin’ the Blues                            |
| 1951 | Life Is a Card Game b/w When the Rooster Crows                                                           | –             | –             | Kein Album                                   |
| 1951 | The Chill Is On b/w Bump Miss Susie                                                                      | –             | 3             | Big Joe Is Here                              |
| 1952 | Sweet Sixteen b/w I’ll Never Stop Loving You (from Big Joe Is Here)                                      | –             | 3             | Rock & Roll                                  |
| 1952 | Don’t You Cry b/w Poor Lover’s Blues                                                                     | –             | 5             | Big Joe Is Here                              |
| 1952 | Still In Love b/w Baby, I Still Want You (from Big Joe Is Here)                                          | –             | –             | Rockin’ the Blues                            |
| 1953 | Blues Jumed the Rabbit b/w The Sun Is Shining                                                            | –             | –             | Kein Album                                   |
| 1953 | Honey Hush (later retitled "Yakity-Yak") b/w Crawdad Hole                                                | –             | 1             | Rock & Roll                                  |
| 1954 | TV Mama b/w Oke-She-Moke-She-Pop (from Rock & Roll)                                                      | –             | 6             | Rockin’ the Blues                            |
| 1954 | Shake, Rattle and Roll b/w You Know I Love You (from Rockin’ the Blues)                                  | –             | 1             | Rock & Roll                                  |
| 1954 | Well All Right b/w Married Woman (from Big Joe Is Here)                                                  | –             | 9             | Rock & Roll                                  |
| 1955 | Flip Flop and Fly b/w Ti-Ri-Lee (from Big Joe Is Here)                                                   | –             | 2             | Rock & Roll                                  |
| 1955 | Hide and Seek b/w Midnight Cannonball (from Big Joe Is Here)                                             | –             | 3             | Rock & Roll                                  |
| 1956 | The Chicken and the Hawk /                                                                               | –             | 7             | Rock & Roll                                  |
| 1956 | Morning, Noon and Night                                                                                  | –             | 8             | Rockin’ the Blues                            |
| 1956 | Corrine, Corrina (original version) b/w It’s the Same Old Story                                          | –             | –             | Kein Album                                   |
| 1956 | Corrine, Corrina (rerecorded version) b/w Boogie Woogie Country Girl                                     | 41            | 2             | Rock & Roll                                  |
| 1956 | Lipstick, Powder and Paint /                                                                             | –             | 8             | Rockin’ the Blues                            |
| 1956 | Rock a While                                                                                             | –             | 12            | Big Joe Is Here                              |
| 1956 | Midnight Special Train b/w Feeling Happy                                                                 | –             | –             | Rock & Roll                                  |
| 1957 | After a While b/w Red Sails in the Sunset                                                                | –             | –             | Rockin’ the Blues                            |
| 1957 | Love Roller Coaster b/w World of Trouble                                                                 | –             | 12            | Rockin’ the Blues                            |
| 1957 | Trouble in Mind b/w I Need a Girl                                                                        | –             | –             | Rockin’ the Blues                            |
| 1957 | Teen Age Letter b/w Wee Baby Blues (from The Boss of the Blues Sings Kansas City Jazz)                   | –             | –             | Rockin’ the Blues                            |
| 1958 | Jump for Joy b/w Blues in the Night                                                                      | –             | 15            | Rockin’ the Blues                            |
| 1959 | Got You on My Mind b/w Love Oh Careless Love                                                             | –             | –             | Rhythm & Blues Years                         |
| 1960 | Honey Hush (Re-recording) b/w Tomorrow Night                                                             | 53            | –             | Rhythm & Blues Years                         |
| 1960 | Chains of Love b/w My Little Honey Dripper                                                               | –             | –             | Rhythm & Blues Years                         |
| 1960 | My Reason for Living b/w Sweet Sue                                                                       | –             | –             | Rhythm & Blues Years                         |
| 1964 | I’m Packin’ Up b/w I Walk a Lonely Mile                                                                  | –             | –             | Kein Album Lied                              |
| 1964 | Shake Rattle and Roll (rerecording) b/w There’ll Be Some Tears Falling                                   | –             | –             | Kein Album Lied                              |
| 1967 | Big Wheel b/w Bluer Than Blue                                                                            | –             | –             | Singing the Blues                            |
| 1968 | I’ve Been Up on the Mountain b/w I Love You Baby (non-album track)                                       | –             | –             | Boss Man of the Blues                        |
| 1969 | Shake Rattle and Roll (second rerecording) b/w Two Loves Have I                                          | –             | –             | The Real Boss of the Blues                   |
| 1969 | Love Ain’t Nothin‘ b/w 10-20-25-30                                                                       | –             | –             | Kein Album Lied                              |
| 1969 | Night Time Is the Right Time b/w Morning Glory                                                           | –             | –             | Big Joe Turner Turns On the Blues            |
| 1973 | One Hour in Your Garden b/w You’ve Been Squeezin’ My Lemons                                              | –             | –             | Still Boss of the Blues                      |

### Studioalben (Auswahl)
| Jahr | Titel                    |
| ---- | ------------------------ |
| 1956 | The Boss of the Blues    |
| 1958 | Joe Turner               |
| 1958 | Rockin’ the Blues        |
| 1959 | Big Joe is Here          |
| 1960 | Big Joe Rides Again      |
| 1967 | Singing the Blues        |
| 1971 | Texas Style              |
| 1974 | Life Ain’t Easy          |
| 1976 | The Midnight Special     |
| 1977 | Things That I Used to Do |
| 1977 | In the Evening           |
| 1984 | Kansas City Here I Come  |

### Zusammenarbeiten
| Jahr | Titel                             | Mit                                                                  |
| ---- | --------------------------------- | -------------------------------------------------------------------- |
| 1973 | The Bosses                        | Count Basie                                                          |
| 1974 | The Trumpet Kings Meet Joe Turner | Dizzy Gillespie, Roy Eldridge, Harry "Sweets" Edison and Clark Terry |
| 1975 | Everyday I Have the Blues         | Pee Wee Crayton and Sonny Stitt                                      |
| 1980 | Kansas City Shout                 | Count Basie                                                          |
| 1982 | Nobody in Mind                    | Milt Jackson and Roy Eldridge                                        |
| 1983 | Blues Train                       | Roomful of Blues                                                     |
| 1992 | Between Hamburg & Hollywood       | Axel Zwingenberger, Joe Newman, Lloyd Glenn, Torsten Zwingenberger   |
| 2011 | Shake, Rattle & Blues             | Mike Bloomfield                                                      |

### Sammlungen
| Jahr | Titel                            | Notizen                    |
| ---- | -------------------------------- | -------------------------- |
| 1941 | Boogie Woogie                    | Columbia                   |
| 1957 | Rock & Roll                      |                            |
| 1965 | Sings the Blues Vol. 2           | Realm Jazz                 |
| 1978 | Have No Fear, Joe Turner is Here |                            |
| 2005 | Shout, Rattle and Roll           | Proper Records (boxed set) |